# Première circonscription de Saint-Quentin (1928-1940)
Pour les articles homonymes, voir Première circonscription de Saint-Quentin.
La première circonscription de Saint-Quentin est une ancienne circonscription législative de l'Aisne sous la Troisième République de 1928 à 1940.

## Description géographique et démographique
La 1re circonscription de Saint-Quentin regroupe uniquement le chef-lieu de l'arrondissement avec des communes avoisinantes. Elle était l'une des 7 circonscriptions législatives du département de l'Aisne.
Créée par la loi 21 juillet 1927, elle regroupait la division administrative suivante : le canton de Saint-Quentin.
Elle est une recréation de la 1re circonscription de Saint-Quentin, dans des limites différentes, sans les cantons de Moÿ-de-l'Aisne et de Ribemont, supprimée par la loi du 12 juillet 1919,.
La circonscription disparaît de facto, le 10 juillet 1940, avec la fin de la Troisième République et les pleins pouvoirs confiés au maréchal Philippe Pétain.
Au lendemain de la Libération en 1944, elle est officiellement supprimée par l'ordonnance du 17 août 1945 au profit d'une représentation proportionnelle départementale pour l'élection constituante de 1945.

## Historique des députations
| Législature      | Début            | Fin             | Député             | Parti | Parti | Observation                                                                                       |
| ---------------- | ---------------- | --------------- | ------------------ | ----- | ----- | ------------------------------------------------------------------------------------------------- |
| XIVe législature | 1er juin 1928    | 31 mai 1932     | Eugène Tricoteaux  |       | SFIO  | Maire de Saint-Quentin (1919-1933)                                                                |
| XVe législature  | 1er juin 1932    | 31 août 1933    | Eugène Tricoteaux  |       | SFIO  | Maire de Saint-Quentin (1919-1933) Décédé en cours de mandat                                      |
| XVe législature  | 26 novembre 1933 | 31 mai 1936     | Charles Feuillette |       | SFIO  | Maire de Saint-Quentin (1935-1939) Élu lors d'une élection partielle le 26 novembre 1933          |
| XVIe législature | 1er juin 1936    | 22 octobre 1938 | Fernand Hollande   |       | SFIO  | Médecin radiologue et conseiller municipal de Saint-Quentin (1931-1935) Décédé en cours de mandat |
| XVIe législature | 29 janvier 1939  | 9 juillet 1940  | Marcel Bugain      |       | SFIO  | Instituteur et syndicaliste Élu lors d'une élection partielle le 29 janvier 1939                  |

## Historique des résultats

### Élections de 1928
Les élections législatives françaises de 1928 ont eu lieu les dimanches 22 et 29 avril 1928.
| Candidat       | Candidat           | Parti          | Premier tour | Premier tour | Second tour | Second tour |
| Candidat       | Candidat           | Parti          | Voix         | %            | Voix        | %           |
| -------------- | ------------------ | -------------- | ------------ | ------------ | ----------- | ----------- |
|                | Eugène Tricoteaux* | SFIO           | 4 767        | 35,73        | 6 938       | 52,24       |
|                | M. Braun           | FR             | 4 517        | 33,86        | 5 334       | 40,17       |
|                | M. Pourquié        | PC             | 2 591        | 19,42        | 993         | 7,48        |
|                | Hugues             | PRRRS          | 1 466        | 10,99        | 15          | 0,11        |
|                |                    |                |              |              |             |             |
| Inscrits       | Inscrits           | Inscrits       | 15 806       | 100,00       | 15 806      | 100,00      |
| Abstentions    | Abstentions        | Abstentions    | 2 189        | 13,85        | 1 871       | 12,07       |
| Votants        | Votants            | Votants        | 13 617       | 86,15        | 13 626      | 87,93       |
| Blancs et nuls | Blancs et nuls     | Blancs et nuls | 276          | 2,03         | 158         | 1,18        |
| Exprimés       | Exprimés           | Exprimés       | 13 341       | 97,97        | 13 280      | 98,82       |

### Élections de 1932
Les élections législatives françaises de 1932 ont eu lieu les dimanches 1er et 8 mai 1932.
| Candidat         | Candidat           | Parti          | Premier tour | Premier tour | Second tour | Second tour |
| Candidat         | Candidat           | Parti          | Voix         | %            | Voix        | %           |
| ---------------- | ------------------ | -------------- | ------------ | ------------ | ----------- | ----------- |
|                  | Eugène Tricoteaux* | SFIO           | 5 548        | 40,93        | 7 173       | 53,35       |
|                  | M. Braun           | Rép. de g.     | 4 618        | 34,07        | 5 397       | 40,14       |
|                  | M. Cambier         | PCF            | 1 756        | 12,95        | 853         | 6,34        |
|                  | Robert Bos         | PRRRS          | 1 633        | 12,05        | Retrait     | Retrait     |
|                  | Divers             | -              | 1            | 0,01         | 21          | 0,16        |
|                  |                    |                |              |              |             |             |
| Inscrits         | Inscrits           | Inscrits       | 15 497       | 100,00       | 15 497      | 100,00      |
| Abstentions      | Abstentions        | Abstentions    | 1 672        | 10,79        | 1 871       | 12,07       |
| Votants          | Votants            | Votants        | 13 825       | 89,21        | 13 626      | 87,93       |
| Blancs et nuls   | Blancs et nuls     | Blancs et nuls | 269          | 1,95         | 182         | 1,34        |
| Exprimés         | Exprimés           | Exprimés       | 13 556       | 98,05        | 13 444      | 98,66       |
| * député sortant |                    |                |              |              |             |             |

### Élections de 1936
Les élections législatives françaises de 1936 ont eu lieu les dimanches 26 avril et 3 mai 1936.
| Candidat         | Candidat            | Parti          | Premier tour | Premier tour | Second tour | Second tour |
| Candidat         | Candidat            | Parti          | Voix         | %            | Voix        | %           |
| ---------------- | ------------------- | -------------- | ------------ | ------------ | ----------- | ----------- |
|                  | Charles Feuillette* | Divers droite  | 5 329        | 39,37        | 5 745       | 41,34       |
|                  | Fernand Hollande    | SFIO           | 4 040        | 29,84        | 8 148       | 58,64       |
|                  | Georges Pelat       | PC             | 3 877        | 28,64        | Retrait     | Retrait     |
|                  | Georges Normand     | DVD            | 291          | 2,15         | 3           | 0,01        |
|                  |                     |                |              |              |             |             |
| Inscrits         | Inscrits            | Inscrits       | 15 880       | 100,00       | 15 879      | 100,00      |
| Abstentions      | Abstentions         | Abstentions    | 2 038        | 12,83        | 1 789       | 11,27       |
| Votants          | Votants             | Votants        | 13 842       | 87,17        | 14 090      | 88,73       |
| Blancs et nuls   | Blancs et nuls      | Blancs et nuls | 305          | 2,25         | 197         | 1,42        |
| Exprimés         | Exprimés            | Exprimés       | 13 537       | 97,75        | 13 893      | 98,58       |
| * député sortant |                     |                |              |              |             |             |